# اردکلو (مرند)
اردکلو یکی از روستاهای استان آذربایجان شرقی است . 
. 